# Sárkánylovasok
A Sárkánylovasok (eredeti cím: Dragons: Rescue Riders) 2019-ben indult angol televíziós 3D-s számítógépes animációs kalandsorozat. A sorozat gyártója a DreamWorks Animation Television, forgalmazói a Netflix Streaming Services és a NBCUniversal Television Distribution. Műfaja akciófilm-sorozat, kalandfilmsorozat, filmvígjáték-sorozat, filmdráma-sorozat és fantasy filmsorozat. A sorozat Amerikában és Magyarországon 2019. szeptember 27-én debütált a Netflixen. Az utolsó 4 évadot 2024. januárjában az M2 mutatta be, miután a sorozatot Amerikában már a Peacock mutatta be azokat.

## Szereplők
| Szereplő | Eredeti hang     | Magyar hang                                           |
| -------- | ---------------- | ----------------------------------------------------- |
| Leila    | Brennley Brown   | Boldog Emese                                          |
| Dak      | Nicolas Cantu    | Mayer Marcell (1-2. évad) Sándor Barnabás (3-6. évad) |
| Aggro    | Marsai Martin    | Dögei Éva (1-2. évad) Ruttkay Laura (3-6. évad)       |
| Metsző   | Andre Robinson   | Molnár Olivér (1-2. évad) Rostás Ábel (3-6. évad)     |
| Nyami    | Noah Bentley     | Maszlag Bálint (1-2. évad) Gáll Dávid (3-6. évad)     |
| Napos    | Skai Jackson     | Pekár Adrienn                                         |
| Szárnyas | Zach Callison    | Pál Dániel Máté (1-2. évad) Kerekes Máté (3-6. évad)  |
| Duggard  | Carlos Alazraqui | Bolla Róbert                                          |
| Hannahr  | Moira Quirk      | Szabó Zselyke                                         |
| Elbone   | Roshon Fegan     | Markovics Tamás                                       |
| Magnus   | Brad Grusnick    | Tokaji Csaba                                          |
| Marena   | TBA              | Kiss Erika                                            |
| Lurke    | TBA              | Seszták Szabolcs                                      |

### Magyar változat

#### Netflix változat (1-2. évad és különkiadások)
- Magyar szöveg és dramaturg: Szojka László
- Hangmérnök: Király Csaba, Láng András
- Dalszöveg: Ullmann Zsuzsa
- Zenei rendező: Ullmann Zsuzsa, Kozma Attila
- Produkciós vezető: Bárány Sándor
- Szinkronrendező: Böhm Anita

A szinkront a BTI stúdió készítette.

#### MTVA-s változat
- Magyar szöveg: Szojka László
- Szerkesztő: Győri-Vincze Szabina
- Hangmérnök: Soltész Márton és Csomár Zoltán
- Produkciós asszisztens: Soós Imréné
- Gyártásvezető: Czobor Éva
- Szinkronrendező: Ambrus Zsuzsa
- Produkciós vezető: Fodor Eszter
- Bemondó: Károlyi Lili

A szinkront az MTVA megbízásából a MAHIR Szinkron Kft. készítette.

## Epizódok
| Évad | Évad        | Epizódok | Eredeti sugárzás     | Eredeti sugárzás     | Magyar sugárzás      | Magyar sugárzás      | Eredeti adó | Magyar adó |
| Évad | Évad        | Epizódok | Évadpremier          | Évadfinálé           | Évadpremier          | Évadfinálé           | Eredeti adó | Magyar adó |
| ---- | ----------- | -------- | -------------------- | -------------------- | -------------------- | -------------------- | ----------- | ---------- |
|      | 1           | 14       | 2019. szeptember 27. | 2019. szeptember 27. | 2019. szeptember 27. | 2019. szeptember 27. | Netflix     | Netflix    |
|      | 2           | 12       | 2020. február 7.     | 2020. február 7.     | 2020. február 7.     | 2020. február 7.     | Netflix     | Netflix    |
|      | Különkiadás | 3        | 2020. március 27.    | 2020. március 27.    | 2020. március 27.    | 2020. március 27.    | Netflix     | Netflix    |
|      | 3           | 6        | 2021. november 24.   | 2021. november 24.   | 2024. január 6.      | 2024. január 7.      | Peacock     | M2         |
|      | 4           | 6        | 2022. február 3.     | 2022. február 3.     | 2024. január 8.      | 2024. január 13.     | Peacock     | M2         |
|      | 5           | 6        | 2022. május 19.      | 2022. május 19.      | 2024. január 14.     | 2024. január 19.     | Peacock     | M2         |
|      | 6           | 6        | 2022. szeptember 29. | 2022. szeptember 29. | 2024. január 20.     | 2024. január 25.     | Peacock     | M2         |

### 1. évad (2019)
| #   | #   | Eredeti cím         | Magyar cím     | Rendezte                                        | Írta          | Eredeti premier      | Magyar premier       |
| --- | --- | ------------------- | -------------- | ----------------------------------------------- | ------------- | -------------------- | -------------------- |
| 1.  | 1.  | The Nest            | A fészek       | Glenn Harmon                                    | Jack Thomas   | 2019. szeptember 27. | 2019. szeptember 27. |
| 2.  | 2.  | Deep Trouble        | Őrült gubanc   | Glenn Harmon                                    | Steve Altiere | 2019. szeptember 27. | 2019. szeptember 27. |
| 3.  | 3.  | Boo to You          | Hu-húú         | Steve Evangelatos                               | Jack Thomas   | 2019. szeptember 27. | 2019. szeptember 27. |
| 4.  | 4.  | Where There's Smoke | Ahol füst van  | Glen Harmon, Steve Evangelatos és T.J. Sullivan | Jack Thomas   | 2019. szeptember 27. | 2019. szeptember 27. |
| 5.  | 5.  | Heavy Metal         |                | T.J. Sullivan                                   | John Tellegen | 2019. szeptember 27. | 2019. szeptember 27. |
| 6.  | 6.  | Iced Out            | Megfagyasztva  | Glenn Harmon                                    | Steve Altiere | 2019. szeptember 27. | 2019. szeptember 27. |
| 7.  | 7.  | Sick Day            | A betegség     | Steve Evangelatos                               | Laura Bowes   | 2019. szeptember 27. | 2019. szeptember 27. |
| 8.  | 8.  | Bad Egg             | A rossz tojás  | T.J. Sullivan                                   | John Tellegen | 2019. szeptember 27. | 2019. szeptember 27. |
| 9.  | 9.  | Home Alone          | Egyedül otthon | Steve Evangelatos                               | Laura Bowes   | 2019. szeptember 27. | 2019. szeptember 27. |
| 10. | 10. | Slobber Power       | Nyálerő        | T.J. Sullivan                                   | John Tellegen | 2019. szeptember 27. | 2019. szeptember 27. |
| 11. | 11. | Crash Course        | Gyorstalpaló   | Glenn Harmon                                    | Laura Bowes   | 2019. szeptember 27. | 2019. szeptember 27. |
| 12. | 12. | Furious Fun         | Őrült buli     | Steve Evangelatos                               | John Tellegen | 2019. szeptember 27. | 2019. szeptember 27. |
| 13. | 13. | Grumblegard         | Grumblegard    | T.J. Sullivan                                   | Laura Bowes   | 2019. szeptember 27. | 2019. szeptember 27. |
| 14. | 14. | Grumblegard         | Grumblegard    | Greg Rankin                                     | John Tellegen | 2019. szeptember 27. | 2019. szeptember 27. |

### 2. évad (2020)
| #   | #   | Eredeti cím     | Magyar cím          | Rendezte          | Írta          | Eredeti premier  | Magyar premier   |
| --- | --- | --------------- | ------------------- | ----------------- | ------------- | ---------------- | ---------------- |
| 15. | 1.  | Double Finked   | Duplán elárulva     | Steve Evangelatos | Steve Altiere | 2020. február 7. | 2020. február 7. |
| 16. | 2.  | Divewings       | Búvárszárnyúakk     | T.J. Sullivan     | Laura Bowes   | 2020. február 7. | 2020. február 7. |
| 17. | 3.  | Mecha-Menace    | Mecha-veszély       | Greg Rankin       | John Tellegen | 2020. február 7. | 2020. február 7. |
| 18. | 4.  | Summer Holiday  | Nyári szünet        | Steve Evangelatos | Laura Bowes   | 2020. február 7. | 2020. február 7. |
| 19. | 5.  | Treasure Riders | Hajsza a kincs után | T.J. Sullivan     | John Tellegen | 2020. február 7. | 2020. február 7. |
| 20. | 6.  | Puff Enuf       | Fúvósfarkú akcióban | Greg Rankin       | Laura Bowes   | 2020. február 7. | 2020. február 7. |
| 21. | 7.  | Hot, Hot, Hot   | Forró, forró, forró | Steve Evangelatos | John Tellegen | 2020. február 7. | 2020. február 7. |
| 22. | 8.  | High Anxiety    | Erős szorongás      | T.J. Sullivan     | Laura Bowes   | 2020. február 7. | 2020. február 7. |
| 23. | 9.  | King Burple     | Nyami király        | Greg Rankin       | John Tellegen | 2020. február 7. | 2020. február 7. |
| 24. | 10. | Charged Up      | Feltöltve           | Steve Evangelatos | Laura Bowes   | 2020. február 7. | 2020. február 7. |
| 25. | 11. | Belly Flop      | Kaland a gyomorban  | T.J. Sullivan     | John Tellegen | 2020. február 7. | 2020. február 7. |
| 26. | 12. | Game of Horns   | A szarvak játéka    | Greg Rankin       | Jack Thomas   | 2020. február 7. | 2020. február 7. |

### 3. évad (2021)
| # | #  | Eredeti cím | Magyar cím | Rendezte | Írta | Eredeti premier | Magyar premier |
| - | -- | ----------- | ---------- | -------- | ---- | --------------- | -------------- |
|   | 1. |             |            |          |      |                 |                |
|   | 2. |             |            |          |      |                 |                |
|   | 3. |             |            |          |      |                 |                |
|   | 4. |             |            |          |      |                 |                |
|   | 5. |             |            |          |      |                 |                |
|   | 6. |             |            |          |      |                 |                |

### 4. évad (2022)
| # | #  | Eredeti cím | Magyar cím | Rendezte | Írta | Eredeti premier | Magyar premier |
| - | -- | ----------- | ---------- | -------- | ---- | --------------- | -------------- |
|   | 1. |             |            |          |      |                 |                |
|   | 2. |             |            |          |      |                 |                |
|   | 3. |             |            |          |      |                 |                |
|   | 4. |             |            |          |      |                 |                |
|   | 5. |             |            |          |      |                 |                |
|   | 6. |             |            |          |      |                 |                |

### 5. évad (2023)
| # | #  | Eredeti cím | Magyar cím | Rendezte | Írta | Eredeti premier | Magyar premier |
| - | -- | ----------- | ---------- | -------- | ---- | --------------- | -------------- |
|   | 1. |             |            |          |      |                 |                |
|   | 2. |             |            |          |      |                 |                |
|   | 3. |             |            |          |      |                 |                |
|   | 4. |             |            |          |      |                 |                |
|   | 5. |             |            |          |      |                 |                |
|   | 6. |             |            |          |      |                 |                |

### 6. évad (2024)
| # | #  | Eredeti cím | Magyar cím | Rendezte | Írta | Eredeti premier | Magyar premier |
| - | -- | ----------- | ---------- | -------- | ---- | --------------- | -------------- |
|   | 1. |             |            |          |      |                 |                |
|   | 2. |             |            |          |      |                 |                |
|   | 3. |             |            |          |      |                 |                |
|   | 4. |             |            |          |      |                 |                |
|   | 5. |             |            |          |      |                 |                |
|   | 6. |             |            |          |      |                 |                |

### Különkiadás (2025)
| #  | #  | Eredeti cím                | Magyar cím                  | Rendezte | Írta | Eredeti premier   | Magyar premier    |
| -- | -- | -------------------------- | --------------------------- | -------- | ---- | ----------------- | ----------------- |
| 1. | 1. | Hunt for the Golden Dragon | Hajsza az Aranysárkány után |          |      | 2020. március 27. | 2020. március 27. |